# Уилер, Джозеф
Джозеф Уилер (англ. Joseph Wheeler, 10 сентября 1836 — 25 января 1906) — американский политик и военный. Редкий пример военного, который служил сперва в армии Конфедерации во время гражданской войны, а затем в федеральной армии в испано-мексиканской войне и филиппинской войне. В гражданскую войну он командовал кавалерией в Теннессийской армии и участвовал во всех основных сражениях на Западе. Так же служил представителем от Алабамы в Палате представителей США.

## Ранние годы
Семья Уилеров происходила из Новой Англии, однако Джозеф Уилер родился около Огасты (Джорджия) и провел своё детство с родственниками в Коннектикуте. При этом он поступил в военную академию Вест-Пойнт по квоте от штата Джорджия и всегда считал себя южанином.
Уилер поступил в Вест-Пойнт в июле 1854 года. Он окончил академию 1 июля 1859 года 19-м из 22 кадетов и был определён временным вторым лейтенантом в 1-й драгунский полк. Позже он окончил кавалерийскую школу в Карлайле и 26 июня 1860 года был переведен в 3-й кавалерийский полк в Нью-Мексико.
В Нью-Мексико он участвовал в перестрелках с индейцами и получил прозвище «Драчливый Джо». 1 сентября 1860 года Уилер получил постоянное звание второго лейтенанта.